# Petra Martić
Petra Martić (Duće, Croàcia, 19 de gener del 1991), és una jugadora professional de tennis croata. Malgrat haver guanyat un sol títol individual, va aconseguir arribar al 14è lloc del rànquing individual de la WTA a principis de 2020.

## Biografia
Filla de Nenad Martić i Sandra, va néixer a Duće però a l'edat de deu anys la família es va traslladar a Split. El seu pare va morir en un accident de trànsit quan ella tenia cinc anys.

## Palmarès

### Individual: 6 (2−4)
| 2009 − 2020             | Després de 2021 |
| ----------------------- | --------------- |
| Grand Slam (0−0)        |                 |
| WTA Finals (0−0)        |                 |
| Premier Mandatory (0−0) | WTA 1000 (0−0)  |
| Premier 5 (0−0)         | WTA 1000 (0−0)  |
| Premier (0−1)           | WTA 500 (0−0)   |
| International (1−2)     | WTA 250 (1−1)   |

| Títols per superfície |
| --------------------- |
| Dura (0−3)            |
| Gespa (0−0)           |
| Terra batuda (2−1)    |

| Resultat   | Núm. | Data                   | Torneig                | Superfície   | Oponent              | Marcador            |
| ---------- | ---- | ---------------------- | ---------------------- | ------------ | -------------------- | ------------------- |
| Finalista  | 1.   | 4 de març de 2012      | Kuala Lumpur, Malàisia | Dura         | Hsieh Su-wei         | 6−2, 5−7, 1−4, ret. |
| Finalista  | 2.   | 22 de juliol de 2018   | Bucarest, Romania      | Terra batuda | Anastasija Sevastova | 6−7(4), 2−6         |
| Guanyadora | 1.   | 28 d'abril de 2019     | Istanbul, Turquia      | Terra batuda | Markéta Vondroušová  | 1−6, 6−4, 6−1       |
| Finalista  | 3.   | 15 de setembre de 2019 | Zhengzhou, Xina        | Dura         | Karolína Plísková    | 3−6, 2−6            |
| Guanyadora | 2.   | 17 de juliol de 2022   | Lausana, Suïssa        | Terra batuda | Olga Danilović       | 6−4, 6−2            |
| Finalista  | 4.   | 12 de febrer de 2023   | Linz, Àustria          | Dura (i)     | Anastassia Potàpova  | 3−6, 1−6            |

### Dobles femenins: 4 (0−4)
| Llegenda                |
| ----------------------- |
| Grand Slam (0−0)        |
| WTA Finals (0−0)        |
| Premier Mandatory (0−0) |
| Premier 5 (0−0)         |
| Premier (0−1)           |
| International (0−3)     |

| Títols per superfície |
| --------------------- |
| Dura (0−2)            |
| Gespa (0−0)           |
| Terra batuda (0−2)    |

| Resultat  | Núm. | Data                 | Torneig              | Superfície   | Parella             | Oponents                              | Marcador            |
| --------- | ---- | -------------------- | -------------------- | ------------ | ------------------- | ------------------------------------- | ------------------- |
| Finalista | 1.   | 12 de febrer de 2012 | París, França        | Dura (i)     | Anna-Lena Grönefeld | Liezel Huber Lisa Raymond             | 6−7(3), 1−6         |
| Finalista | 2.   | 17 de juny de 2012   | Bad Gastein, Àustria | Terra batuda | Anna-Lena Grönefeld | Jill Craybas Julia Görges             | 7−6(4), 4−6, [9−11] |
| Finalista | 3.   | 28 d'abril de 2013   | Marràqueix, Marroc   | Terra batuda | Kristina Mladenovic | Tímea Babos Mandy Minella             | 3−6, 1−6            |
| Finalista | 4.   | 6 de març de 2016    | Monterrey, Mèxic     | Dura         | Maria Sanchez       | A. Medina Garrigues A. Parra Santonja | 6−4, 5−7, [7−10]    |

## Trajectòria

### Individual
| Open d'Austràlia | A   | A   | Q1  | 1R   | 2R    | 1R    | 1R   | 1R  | 1R  | Q1  | A   | 4R    | 3R    | 2R    | 1R    | 1R    | 2R | 1R | 0 / 13    | 8 − 13    |
| Roland Garros | A   | A   | 2R  | 1R   | Q1    | 4R    | 1R   | 1R  | 1R  | Q2  | 4R  | 2R    | QF    | 3R    | 1R    | 1R    | 2R | 2R | 0 / 14    | 16 − 14   |
| Wimbledon | A   | A   | A   | 2R   | 2R    | 1R    | 3R   | 1R  | Q1  | Q1  | 4R  | 1R    | 4R    | NC    | 2R    | 4R    | 3R |    | 0 / 11    | 16 − 11   |
| US Open | A   | Q1  | 2R  | 1R   | 2R    | 1R    | A    | Q1  | Q3  | A   | 1R  | 1R    | 4R    | 4R    | 2R    | 3R    | 2R |    | 0 / 11    | 12 − 11   |
| Total Victòries–Derrotes                                                                                                   | 0−1 | 2−1 | 6−7 | 5−13 | 16−13 | 18−18 | 7−12 | 1−8 | 0−8 | 3−2 | 6−4 | 26−17 | 35−17 | 14−11 | 15−20 | 26−17 |    |    | 154 – 154 | 154 – 154 |
| Rànquing a final d'any | 325 | 214 | 84  | 144  | 49    | 59    | 116  | 179 | 144 | 266 | 89  | 32    | 15    | 18    | 54    | 39    |    |    |           |           |
| Llegenda: G: Guanyadora; F: Finalista; SF: Semifinalista; QF: Quarts de final; Q: Qualificació; A: Absent; RR: Round Robin |     |     |     |      |       |       |      |     |     |     |     |       |       |       |       |       |    |    |           |           |

### Dobles femenins
| Torneig | 2009 | 2010 | 2011 | 2012 | 2013 | 2014 | 2015 | 2016 | 2017 | 2018 | 2019 | 2020 | 2021 | 2022 | 2023 | 2024 | Títols | V − D |
| --- | ---- | ---- | ---- | ---- | ---- | ---- | ---- | ---- | ---- | ---- | ---- | ---- | ---- | ---- | ---- | ---- | ------ | ----- |
| Open d'Austràlia | A    | 1R   | 1R   | 3R   | 1R   | 3R   | 1R   | A    | A    | A    | 3R   | A    | A    | QF   | A    | 1R   | 0 / 9  | 9 − 9 |
| Roland Garros | A    | 21R  | 1R   | 2R   | 1R   | A    | 1R   | A    | A    | 1R   | 2R   | A    | QF   | 1R   | A    |      | 0 / 9  | 6 − 9 |
| Wimbledon | A    | 2R   | A    | 3R   | 3R   | A    | 1R   | A    | A    | 2R   | 3R   | NC   | 2R   | A    | A    |      | 0 / 7  | 9 − 7 |
| US Open | A    | 3R   | 1R   | 1R   | 1R   | A    | A    | A    | 1R   | 1R   | A    | A    | 2R   | A    | A    |      | 0 / 7  | 3 − 7 |
| Rànquing a final d'any | 139  | 86   | 97   | 58   | 83   | 97   | 101  | 179  | 600  | 263  | 154  | 301  | 78   |      |      |      |        |       |
| Llegenda: G: Guanyadora; F: Finalista; SF: Semifinalista; QF: Quarts de final; Q: Qualificació; A: Absent; RR: Round Robin; |      |      |      |      |      |      |      |      |      |      |      |      |      |      |      |      |        |       |